# Liste der Monuments historiques in Bignicourt-sur-Marne
Die Liste der Monuments historiques in Bignicourt-sur-Marne führt die Monuments historiques in der französischen Gemeinde Bignicourt-sur-Marne auf.

## Liste der Objekte
| Bezeichnung               | Beschreibung                           | Standort                        | Kennzeichnung | Schutzstatus | Datum | Bild |
| ------------------------- | -------------------------------------- | ------------------------------- | ------------- | ------------ | ----- | ---- |
| Kruzifix                  | Holz, 17. Jahrhundert                  | in der Kirche St-Louvent (Lage) | PM51002956    | Inscrit      | 1980  |      |
| Skulptur Madonna mit Kind | Stein, farbig gefasst, 18. Jahrhundert | in der Kirche St-Louvent (Lage) | PM51002072    | Inscrit      | 1974  |      |
| Zelebrantenstuhl          | Holz, Stoff, 18. Jahrhundert           | in der Kirche St-Louvent (Lage) | PM51002071    | Inscrit      | 1974  |      |
| Skulptur Heiliger Jakobus | Stein, farbig gefasst, 16. Jahrhundert | in der Kirche St-Louvent (Lage) | PM51002073    | Inscrit      | 1974  |      |